# Klobusiczky Ferenc (politikus)
Klobusiczi és zethényi báró Klobusiczky Ferenc (1650 körül – 1714. március 1. és július 10. között) királyi személynök, Arad vármegye főispánja, kuruc szenátor.

## Családja
Református vallású köznemesi családból származott. Édesapja, a családból először Zéténybe költözött Klobusiczky András a magyarországi Rákóczi-birtokok prefektusa, édesanyja kömlei Török Kata volt. Apja halála után anyja 1657 körül Bocskay István (1609 körül – 1672. december 24.) Zemplén vármegyei főispánhoz ment nőül.
Első felesége sóvári Soós Krisztina (†1709. február 5.), Soós György és Barkóczy Éva leánya volt, akitől a következő név szerint ismert gyermekei születtek:
- Éva (gróf Csáky Mihály kuruc generális felesége)
- Antal (?)
- Ferenc József János (1707-1760)
- István (?)
- Terézia (1709-1781)
- Krisztina (1712-1738)

Megözvegyülve másodszor is megnősült: 1710. május végén–június elején Gergellaky Évát, Gergellaky Miklós és Gombos Judit leányát, Kapy Gábor özvegyét vezette oltárhoz. Mindkét neje révén jelentősebb vagyonhoz jutott.

## Élete
Sárospatakon tanult, majd Báthory Zsófia munkácsi udvarában szolgált, valószínűleg ekkor katolizált. 1683. június 15-én Zemplén vármegye alispánjává választották, s tisztségét 1688. április 24-ig viselte, amikor lemondásra kényszerült, mert I. Lipót a Rákóczi-gyermekek birtokainak gondnokává nevezte ki. 1695-ben bárói rangot kapott, majd 1699-ben királyi személynökké nevezték ki. Ugyanekkor Arad vármegye főispánja (1702-ig), és királyi biztos. Előbbi rangjában vett részt a Kollonichiana conventioban. 1701-től Sáros vármegye főispáni helyettese. A Rákóczi-szabadságharc kitörésekor Kassára húzódott a kurucok elől, és csak a város feladása (1704. október 20.) után csatlakozott II. Rákóczi Ferenchez. A szécsényi országgyűlésen a Gazdasági Tanács, a Consilium Oeconomicum elnöke lett. 1708. december 15-én, a sárospataki országgyűlésen szenátorrá is megválasztották. 1711-ben elfogadta a szatmári békét.